# Noah Baxpöhler
Noah Baxpöhler (* 13. August 1993 in Ahlen) ist ein deutscher Volleyballspieler.

## Karriere
Baxpöhler begann seine Karriere 2006 als Jugendlicher bei der SG Sendenhorst. Mittels Zweitspielrecht war er in den folgenden Jahren parallel auch beim USC Münster und beim SSV Hamm aktiv. 2010 ging der Mittelblocker ins Volleyball-Internat Frankfurt, wo er in der zweiten Bundesliga spielte. Er kam auch in den Nachwuchs-Nationalmannschaften zum Einsatz. Bei der Europameisterschaft 2012 erreichte er mit den deutschen Junioren den achten Platz.
2013 wurde Baxpöhler vom Erstligisten Moerser SC verpflichtet. Im DVV-Pokal 2013/14 schieden die Moerser im Achtelfinale aus und in den Bundesliga-Playoffs kamen sie ins Viertelfinale.  Nach dem Rückzug der Moerser aus der Bundesliga ging der Mittelblocker 2014 zur VSG Coburg/Grub. Der Verein kam in der Saison 2014/15 nicht über das Pokal-Achtelfinale und den zehnten Platz in der Bundesliga-Hauptrunde hinaus. Auf ein erneutes frühes Pokal-Aus folgte am Ende der Bundesliga-Saison der Zwangsabstieg der Coburger. Daraufhin wechselte Baxpöhler zum Ligakonkurrenten TV Bühl. Die Mannschaft kam im DVV-Pokal 2016/17 und in den Bundesliga-Playoffs jeweils ins Viertelfinale.
2017 hatte Baxpöhler seine ersten Einsätze in der A-Nationalmannschaft. Wenig später erreichte er mit dem Team das Endspiel der Europameisterschaft in Polen. Anschließend wechselte er innerhalb der Bundesliga zur SVG Lüneburg. In seiner ersten Saison mit der SVG erreichte der Verein das Viertelfinale im DVV-Pokal 2017/18 und in den Playoffs. Ein Jahr später stand der Mittelblocker mit Lüneburg im DVV-Pokalfinale gegen den VfB Friedrichshafen. Im Playoff-Halbfinale unterlag die SVG demselben Gegner.
2019 bekam Baxpöhler seinen ersten Vertrag im Ausland beim französischen Erstligisten Spacer’s Toulouse. Nach einer Saison kehrte er in die Bundesliga zurück und spielte ab 2020 für die United Volleys Frankfurt. Mit den Frankfurtern gewann er den DVV-Pokal 2020/21. Die Bundesliga-Saison endete hingegen im Playoff-Viertelfinale. Im CEV-Pokal 2021/22 kamen die United Volleys ins Achtelfinale. Im DVV-Pokal 2021/22 schied der Titelverteidiger im Viertelfinale aus und in den Playoffs kamen die Frankfurter ins Halbfinale, bevor sie jedoch keine Lizenz für die folgende Saison bekamen.
Daher wechselte Baxpöhler zu den Helios Grizzlys Giesen. Mit den Grizzlys kam er 2022/23 ins Pokal-Halbfinale und Playoff-Viertelfinale. In der Saison 2023/24 erreichte Giesen das Achtelfinale im Challenge Cup und das Halbfinale im nationalen Pokal. In der Bundesliga kam der Verein als Hauptrunden-Zweiter ins Playoff-Halbfinale. Nach der Saison 2024/25 beendete Baxpöhler seine aktive Karriere.